# Death Before Disco
Death Before Disco est un groupe belge de rock alternatif. Il se sépare en août 2007 en raison de querelles internes.

## Histoire
Le groupe est originellement formé en décembre 1997 sous le nom de Pright.
Le groupe change par la suite de nom en Death Before Disco et sort deux splits avec Severance et What Lies Within en 2001. Ensuite, en 2003, le groupe trouve son line-up final, et sort son premier album studio Party Bullet en 2004 chez Good Life Recordings. Des concerts en Belgique avec Thursday, Coheed and Cambria et Strung Out suivent. Le groupe tourne également avec Shai Hulud et Strung Out en Europe et avec Jairus au Royaume-Uni. 
En février 2005, ils prévoient la sortie d'un nouvel album. Au début de 2006, ils signent avec Lifeforce Records, auquel ils sortent Barricades, un album qui montre une nette évolution du son du groupe,,,. Ils effectuent une tournée en Indonésie au cours de l'été 2006. Ils effectuent aussi une tournée en Allemagne avec Austrian Estate au début de l'année 2007. Toujours en 2007, ils jouent en tant que seul groupe belge au Groezrock, le plus grand festival punk hardcore du Benelux.
En août 2007, le groupe annonce via son Myspace mettre un terme à sa carrière. Le batteur Ace promet aux fans quelques chansons inédites sur la page Myspace. Le chanteur de Death Before Disco jouera plus tard dans le groupe bruxellois Les Héritiers. Ace Zec jouera de la batterie avec Customs. 

## Discographie

### Albums studio
- 2004 : Party Bullet
- 2006 : Barricades

### EP
- 2001 : Death Before Disco/Severance
- 2003 : Death Before Disco/What Lies Within